# Jim de Groot
Jim de Groot (Amsterdam, 26 augustus 1972) is een Nederlandse acteur en artiest.

## Biografie
De Groot is een zoon van de zanger Boudewijn de Groot en Alma Netten. Hij is een jongere halfbroer van Marcel de Groot en Caya de Groot. De hitsingle Jimmy van zijn vader uit 1973 is op hem gebaseerd. De tekst is van Ruud Engelander en het nummer is afkomstig van het album Hoe sterk is de eenzame fietser, genoemd naar de eerste regel van dit nummer.

### Televisie
De Groot was onder meer te zien in de televisieseries Spijkerhoek, Baantjer, Spangen, Keyzer & De Boer Advocaten, Koppels, Flikken Maastricht en Spoorloos Verdwenen. Tevens was hij gedurende een seizoen teamcaptain bij Het gevoel van... en was hij vaste muziekspecialist bij het NPS-programma TV3. De Groot heeft in 2005 deelgenomen aan het spelprogramma Wie is de Mol? dat zich afspeelde in Australië.
In 2005 speelde hij in de Britse Channel 4-film Trafalgar Battle Surgeon, onderscheiden met de RTS (Royal Television Society) voor Best History Film.
Vanaf september 2017 was De Groot te zien in de populaire politieserie Flikken Rotterdam als Manfred Kleine en in SpangaS als Auke Overmars.

### Theater
De Groot speelde de rol van John Lennon in de musical Nilsson. Verder speelde hij achtereenvolgens in de musicals Hair, Fame, Rent, Rocky over the rainbow, Carmen, Mensch... durf te leven, The Blues Brothers, Official Tribute, The Wiz en Route 66. In 2007 produceerde hij met zijn stichting GrootWitteveen de voorstellingen Musical Masterclass en De Kleine Man.
Tot begin 2008 speelde De Groot de voorstelling De Kleine Man, waarin hij samen met het Matangi-strijkkwartet liedjes geschreven tussen 1890 en 1930 ten gehore bracht. De nummers werden door het Matangi-kwartet in een nieuw jasje gestoken. Onder de nummers waren De Kleine Man en Mens Durf Te Leven'. In de laatste maanden van 2010 nam De Groot af en toe de rol van verteller op zich in de musical Rocky over the Rainbow, waarin hij eerder te zien was in de rol van Riff. In 2012 speelde hij in de kindervoorstelling Reis rond de wereld in 50 minuten, geschreven voor de opening van het nieuwe gebouw van het EYE Film Instituut Nederland.
Eind 2014 tot begin 2015 speelde De Groot in de productie van Rent van het M-Lab. Hij speelde daar de speciaal voor die productie toegevoegde rol van 'Oude Mark'. In het najaar van 2015 speelde hij deze rol weer in de reprise van Rent. In 2015 speelde De Groot de rol van Jezus in het grote muzikaal-Bijbelse paasevenement The Passion in Enschede.
De Groot was onderdeel van de theaterprogramma's gewijd aan teksten van Lennaert Nijgh. Dit waren Tip van de sluier (2017-2018), Testament Lennaert Nijgh (2020-2022) en Feest der Herkenning (2024).

### Muziek
De Groot was onderdeel van de bands Babyface Armstrong (1989-2002) en De Legend (1989-2011). Hierin was hij zanger en gitarist. In 2015 kwam zijn ep Zwaai uit, met daarop de nummers Zwaai, Ik weet het niet meer en Niet om te schreeuwen.

## Rollen als stemacteur
- 2022 - Star Wars: Tales of the Jedi - Captain Rex - 2 afleveringen
- 2022 - Peperbollen - Siggi - seizoen 17, afl. 12[1]
- 2021 - What If...? - Tony Stark - 4 afleveringen
- 2021 - Star Wars: The Bad Batch - The Bad Batch (Hunter, Wrecker, Tech, Crosshair en Echo), Cut Lawquane, Captain Rex, Captain Howzer en Captain Gregor
- 2020 - Star Wars: Visions - Boba Fett, Stormtrooper
- 2020 - Dumbo - Rufus Sorghum
- 2018 - Ralph Breaks the Internet - Double Dan
- 2015 - Lego Marvel Super Heroes: Avengers Reassembled - Iron Man
- 2015 tot 2019 - Guardians of the Galaxy serie - Iron Man - 2 afleveringen
- 2015 - Lego DC Comics Super Heroes: Justice League: Attack of the Legion of Doom - Aquaman
- 2015 - Lego DC Comics Super Heroes: Justice League: Attack of the Legion of Doom - Joker
- 2013 tot 2015 Disney Infinity spellen - Iron Man, Hulkbuster, Chick Hicks, Pintel en Clone Troopers
- 2014 tot 2018 - Star Wars Rebels - Captain Rex
- 2014 - DC Super Heroes Batman Be-Leaguered - Aquaman
- 2013 - Lego Marvel Super Heroes: Maximum Overload - Iron Man
- 2013 - Phineas and Ferb: Mission Marvel - Iron Man
- 2013 tot 2015 - Hulk and the Agents of S.M.A.S.H. - Iron Man - 4 afleveringen
- 2013 tot 2019 - Avengers Assemble - Iron Man - 76 afleveringen
- 2012 tot 2017 - Ultimate Spider-Man - Iron Man - 9 afleveringen
- 2011 - De Gelaarsde Kat - Gevangeniswachter
- 2008 tot 2014 - Star Wars: The Clone Wars - Captain Rex, Commander Cody & alle klonen